# Hans Albrecht (Musikwissenschaftler)
Joachim Hans Albrecht (* 31. März 1902 in Magdeburg; † 20. Januar 1961 in Kiel) war ein deutscher Musikwissenschaftler und Hochschullehrer. Er war Professor an der Christian-Albrechts-Universität zu Kiel.

## Leben
Hans Albrecht wurde als Sohn Theodor Albrechts (Oberingenieur) und seiner Frau Klara Emmy, geborene Brandt, in Magdeburg, Provinz Sachsen, geboren. Er verbrachte seine Kindheit und Jugend in Essen, wo er sich schon während des Gymnasialbesuchs in Borbeck am Essener Konservatorium (1911–1921) auf die Musiklehrerprüfung vorbereitete und diese 1921 im Hauptfach Klavier absolvierte. 1921 begann er das Studium der Musikwissenschaft. Nach einem Semester an der Westfälischen Wilhelms-Universität Münster wechselte er an die Friedrich-Wilhelms-Universität in Berlin, wo er Student von Johannes Wolf, Hermann Abert, Curt Sachs und Erich Moritz von Hornbostel war. Albrecht wurde 1925 bei Johannes Wolf an der Philosophischen Fakultät mit einer Dissertation über die Aufführungspraxis der italienischen Musik des 14. Jahrhunderts zum Dr. phil. promoviert.
Nach der Machtergreifung der Nationalsozialisten trat er zum 1. April 1933 der NSDAP bei (Mitgliedsnummer 1.691.130). Vom 1. Juni 1933 bis zum 1. Januar 1934 war er Blockwart und Ortsgruppenkulturwart. 1934 wurde er Leiter der Landesmusikerschaft Rheinland der Reichsmusikkammer. Von November 1935 bis 1937 war er Landesleiter der Reichsmusikkammer im Gau Köln-Aachen. Heinz Drewes, den er aus Berliner Studienzeiten kannte, holte ihn 1937 an das Reichsministerium für Volksaufklärung und Propaganda, wo er bis 1939 Referent in der Abteilung X (Musik) war. 1939 war er zudem noch Mitglied im Reichsluftschutzbund und der NSV. Noch 2007 im Kulturlexikon zum Dritten Reich erwähnt, verzichtete Ernst Klee auf die Aufnahme Albrechts in die vollständig überarbeitete Ausgabe von 2009.
Bis 1937 hatte Albrecht mehrere Lehraufträge an Konservatorien inne, u. a. am Witte-Konservatorium Essen (1925–1933), am Sievert-Konservatorium Wuppertal (1925–1935) und an der Folkwang-Schule Essen (1933–1937). Außerdem war er Mitarbeiter der Deutschen Bühnenkorrespondenz. Daneben organisierte er Musikfeste in Bremen (1929), Essen (1931) und Aachen (1933). Für den Reichsverband Deutscher Tonkünstler gestaltete er etwa die Rheinischen Musikfeste mit.
Eine Habilitation war ihm zunächst nicht möglich, da die musikwissenschaftlichen Institute der Universitäten Köln und Bonn keinen freien Lehrstuhl hatten. So trat er 1939 als wissenschaftliche Mitarbeiter (bis 1941) in das Staatliche Institut für deutsche Musikforschung in Berlin ein. Am 1. Oktober 1940 wurde er dort trotz Titelsperre zum Professor ernannt. Am 4. Juni 1942 wurde er an der Christian-Albrechts-Universität zu Kiel mit einer Arbeit über das Leben und Werk von Caspar Othmayr habilitiert. Die Habilitationsschrift erschien 1950 im Bärenreiter-Verlag in Kassel. Im Jahr 1941 übernahm Albrecht nach der Emeritierung Max Seifferts kommissarisch die Leitung des Staatlichen Instituts für deutsche Musikforschung. 1942/43 war er darüber hinaus Vertreter der Musikwissenschaft im Senat der Preußischen Akademie der Künste in Berlin. Als das Institut Ende 1944 geschlossen wurde, schied Albrecht aus dieser Stellung aus. Er betreute das von ihm ausgelagerte Inventar der Unterabteilung 3 (Instrumentenmuseum) auf Schloss Seifersdorf bei Liegnitz in Schlesien. Im Februar 1945 erfolgte die Einberufung zum Kriegsdienst.
Nach 1945 wurde Albrecht im Rahmen der Entnazifizierung als „entlastet“ eingestuft. Im Jahr 1947 trat er als Privatdozent für Musikgeschichte in das Musikwissenschaftliche Institut der Christian-Albrechts-Universität Kiel ein. 1955 wurde er in Kiel außerplanmäßiger Professor für Musikwissenschaft, wo er bis zu seinem Tod lehrte. Als Fachgutachter war er für die Deutsche Forschungsgemeinschaft tätig. Zu seinen Forschungsschwerpunkten gehörte das späte 15. und frühe 16. Jahrhundert (Renaissancemusik).
Von 1954 bis 1959 war Albrecht als wissenschaftlicher Mitarbeiter am Deutschen Musikgeschichtlichen Archiv in Kassel beschäftigt, das durch die Musikgeschichtliche Kommission betreut wird. Als Leiter der Denkmälerreihe Das Erbe deutscher Musik war er von 1953 bis 1959 tätig. Im Jahr 1946 begründete er die Gesellschaft für Musikforschung mit. Von 1948 bis 1960 war er Schriftleiter des Organs Die Musikforschung sowie von 1958 bis 1961 der Acta Musicologica der International Musicological Society. Außerdem war er Vorsitzender des Redaktionskomitees der Faksimile-Reihen Documenta Musicologia. Das Kieler Landesinstitut für Musikforschung leitete er von 1947 bis 1961. 1953 begründete er die Schriftenreihe des Instituts neu. Ab 1949 führte er Max Seifferts Sammlung Organum fort. Von 1951 bis 1961 wirkte er auch als Leiter des Johann-Sebastian-Bach-Instituts an der Georg-August-Universität Göttingen. Er war ein enger Berater Friedrich Blumes und gehörte von 1947 bis 1958 zur Schriftleitung der Enzyklopädie Die Musik in Geschichte und Gegenwart.
Hans Albrecht war evangelisch und Vater von zwei Kindern. Sein Sohn Gerd Albrecht (1935–2014) war Dirigent.

## Schriften (Auswahl)
- Caspar Othmayr: Leben und Werk. Bärenreiter-Verlag, Kassel/Basel 1950.
- Die Bedeutung der Zeichen Keil, Strich und Punkt bei Mozart: 5 Lösungen einer Preisfrage (= Musikwissenschaftliche Arbeiten. Nr. 10). Bärenreiter-Verlag, Kassel/Basel/London 1957 (hg. im Auftrag der Gesellschaft für Musikforschung).

Autobiographisches:
- Hans Albrecht: Albrecht, Hans. In: Friedrich Blume (Hrsg.): Die Musik in Geschichte und Gegenwart (MGG). Erste Ausgabe, Band 1 (Aachen – Blumner). Bärenreiter/Metzler, Kassel u. a. 1949, DNB 550439609, Sp. 302 (= Digitale Bibliothek Band 60, S. 1732–1735)